# Think Like a Dog
Pour plus de détails, voir Fiche technique et Distribution.
Think Like a Dog est un film américain-sino-britannique réalisé par Gil Junger, sorti en 2020.

## Synopsis
À la suite d'une expérience scientifique ratée, un enfant de 12 ans se retrouve connecté télépathiquement à son chien.

## Fiche technique
- Titre : Think Like a Dog
- Réalisation : Gil Junger
- Scénario : Gil Junger
- Musique : Jake Monaco
- Photographie : Giles Nuttgens (en)
- Montage : David S. Clark
- Production : Cory Chen, Andrew Lazar et Linshu Zhang
- Société de production : M Star International, Arboretum Productions et Mad Chance
- Pays :  États-Unis,  Chine et  Royaume-Uni
- Genre : Comédie dramatique, science-fiction
- Durée : 91 minutes
- Dates de sortie : 
  - VOD : 9 juin 2020

## Distribution
- Gabriel Bateman : Oliver
- Josh Duhamel (VF : Christophe Hespel) : Lukas
- Megan Fox : Ellen
- Madison Horcher : Sophie
- Minghao Hou : Xiao
- Izaac Wang : Li
- Dillon Ahlf : Brayden
- Billy 4 Johnston : Nicholas
- Kunal Nayyar : M. Mills
- Janet Montgomery : Bridget
- Julia Jones : l'agent Munoz
- Bryan Callen : l'agent Callen
- Lara Grice : Mlle. Shackley
- Gralen Bryant Banks : le principal Harris
- Will Junger : Will
- Marnette Patterson : Cindy
- Zoe Lazar : Debbie
- Sean Boyd : Hunter
- Mason Guccione : Rodney
- Jannette Sepwa : Jasmine
- Jason Edwards : M. McLelland
- Lena Clark : Mme. McClelland
- Yongjian Lin : Shen
- Silas Cooper : DJ
- Todd Stashwick : Henry (voix)
- David Rayden : Rockford

## Distinctions
Le film a reçu une mention spéciale au Chinese American Film Festival.